# João Urbano
João Urbano (ur. 30 lipca 1985 w Lizbonie) – portugalski kierowca wyścigowy.

## Kariera
Urbano rozpoczął karierę w wyścigach samochodowych w roku 2004, od startów w Brytyjskiej Formule BMW. Zwyciężał w trzech wyścigach i dziewięciokrotnie stawał na podium. Dorobek 173,5 punktu dał mu czwartą pozycję w klasyfikacji generalnej. W późniejszych latach startował także w Formule BMW ADAC, Światowym Finale Formuły BMW, A1 Grand Prix oraz w Formule 3 Euro Series. 1 punkt dał mu 17 miejsce w klasyfikacji końcowej.

## Statystyki
| Sezon     | Seria                      | Zespół                          | Wyścigi | Zwycięstwa | PP | NO | Podium | Punkty | Pozycja |
| --------- | -------------------------- | ------------------------------- | ------- | ---------- | -- | -- | ------ | ------ | ------- |
| 2004      | Brytyjska Formuła BMW      | Carlin Motorsport Team Portugal | 20      | 3          | 3  | 6  | 9      | 173,5  | 4       |
| 2005      | Formuła BMW ADAC           | ADAC Berlin-Brandenburg e.V.    | 20      | 2          | 0  | 0  | 8      | 155    | 3       |
| 2005      | Światowy Finał Formuły BMW | ASL Team Mücke Motorsport       | 1       | 0          | 0  | 0  | 0      | N/A    | NS      |
| 2005/2006 | A1 Grand Prix              | Team Portugal                   | 0       | 0          | 0  | 0  | 0      | 0      | NS      |
| 2006      | Formuła 3 Euro Series      | Prema Powerteam                 | 10      | 0          | 0  | 0  | 0      | 1      | 19      |
| 2006/2007 | A1 Grand Prix              | Team Portugal                   | 2       | 0          | 0  | 0  | 0      | 10     | 17      |
| 2007/2008 | A1 Grand Prix              | Team Portugal                   | 12      | 0          | 0  | 0  | 0      | 59     | 11      |